# Aloe tomentosa
Aloe tomentosa é uma espécie de liliopsida do gênero Aloe, pertencente à família Asphodelaceae.

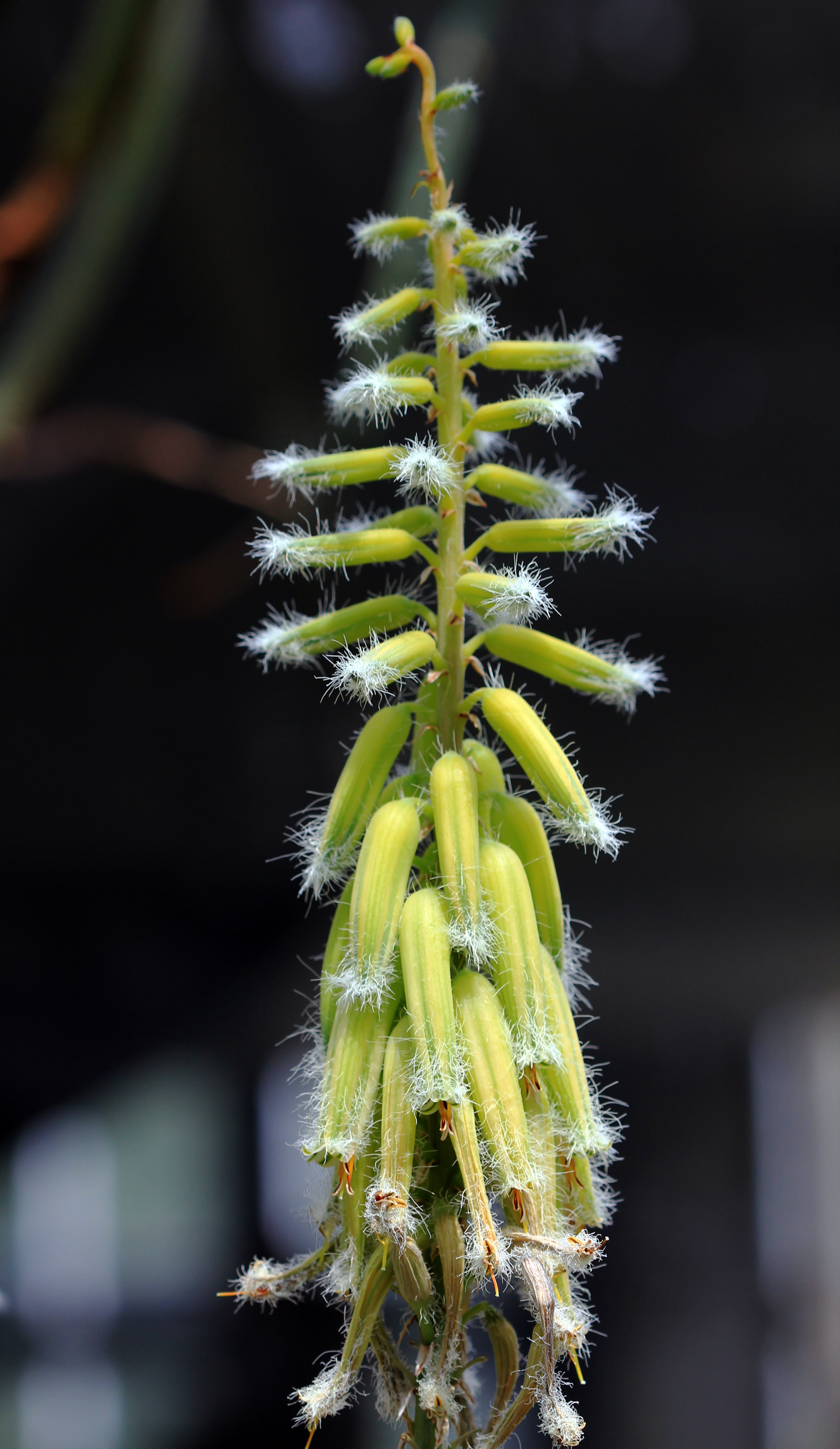
Detail of flower